# Pachymelus festivus
Pachymelus festivus är en biart som först beskrevs av Dours 1869.  Pachymelus festivus ingår i släktet Pachymelus och familjen långtungebin. Inga underarter finns listade i Catalogue of Life.